# Diocèse de Patti
Le diocèse de Patti (en latin : Diœcesis Pactensis ; en italien : Diocesi di Patti) est un diocèse de l'Église catholique en Italie, suffragant de l'archidiocèse de Messine-Lipari-Santa Lucia del Mela et appartenant à la région ecclésiastique de Sicile.

## Territoire

région ecclésiastique de Sicile avec le diocèse de Patti en rouge

Il est situé dans une partie de la ville métropolitaine de Messine, l'autre partie se trouvant dans l'archidiocèse de Messine-Lipari-Santa Lucia del Mela dont Patti est suffragant tout comme le diocèse de Nicosia. Son territoire est de  1 647 km2 divisé en 84 paroisses regroupées en 6 archidiaconés.
L'évêché est à Patti avec la cathédrale saint Barthélemy. Le sanctuaire de Tindari (it) où se vénère une Vierge en majesté est le lieu de pèlerinage le plus célèbre.

## Histoire
Les origines du diocèse de Patti, héritier de l'ancien diocèse de Tindari (it) érigé au début du VIe siècle, remontent à la fin du XIe siècle lorsque le comte Roger Ier de Sicile entreprend la reconquête de la Sicile alors aux mains des Arabes. Le comte fonde à Patti l'abbaye bénédictine du Très Saint Sauveur (avant mars 1094) qui est unie à celle qu'il avait fondée sur l'île de Lipari, de sorte que les deux abbayes sont gouvernées par un seul abbé, Ambrogio, bien qu'elles aient chacune un prieur. Le 14 septembre 1131, l'antipape Anaclet II avec l'appui de Roger II de Sicile, érige les deux abbayes en évêché en nommant l'abbé Giovanni comme évêque. Ces actes sont abrogés par le pape Innocent II en 1139 au cours du deuxième concile du Latran et l'évêque est déposé.
En 1157, le pape Eugène III érige les diocèses de Patti et de Lipari, unit aeque principaliter. Le pape Alexandre III soumet les deux diocèses au siège métropolitain de Messine en 1166. Au XIVe siècle, Lipari et Patti font partie de deux entités politiques différentes, le royaume de Naples et le royaume de Sicile ce qui conduit inévitablement à la séparation des deux diocèses. Le 18 avril 1399, le pape Boniface IX, par le bref Dudum ex certis, sépare les deux diocèses et transfère l'évêque Francesco Gattolo à Lipari et nomme Francesco Hermemir à Patti. Par une bulle, le pape détermine les possessions de chacun, sur lesquelles les deux prélats trouvent le moyen de se quereller. 
Jusqu'à l'abolition de la féodalité en Sicile, les évêques de Patti exercent les droits et devoirs de seigneurs féodaux sur une grande partie du territoire du diocèse, avec les titres de grand châtelain de Patti, baron de Gioiosa Guardia, prince de San Salvatore et comte de Librizzi. À l'époque normande, souabe et angevine, comme en témoigne la riche documentation des archives historiques diocésaines, le diocèse de Patti possède un important patrimoine immobilier et des terres non seulement dans la cité épiscopale et dans le diocèse, mais dans toute l'île. 
En 1588, l'évêque Gilberto Isfar y Corillas institue le séminaire diocésain même si l'acte de fondation est promulgué le 16 décembre 1656 par l'évêque Ludovic Alfonso de Los Cameros. En 1865, les deux tiers du bâtiment du séminaire sont confisqués par l'État qui prend également possession de quatre couvents de Patti. Ce n'est qu'en 1924 que Mgr Ferdinando Fiandaca réoccupe une partie des bâtiments saisis.
Par la bulle du 22 mars 1822 du pape Pie VII, exécutée en 1824, le diocèse agrandit considérablement son territoire avec l'annexion de 24 communes éloignés de l'archidiocèse de Messine. D'autres ajouts sont faits en 1844 avec dix communes des diocèses de Cefalù et de Nicosia. Depuis lors, le territoire diocésain est resté inchangé. Le 12 juin 1988, le diocèse reçoit la visite pastorale du pape Jean-Paul II. 

## Sources
- (it) Cet article est partiellement ou en totalité issu de l’article de Wikipédia en italien intitulé « Diocesi di Patti » (voir la liste des auteurs).
- Catholic Hierarchy